# Kaplica Maciejowskiego na Wawelu
Kaplica pod wezwaniem św. Tomasza Apostoła i Matki Bożej Śnieżnej, zwana Maciejowskiego – rzymskokatolicka świątynia o charakterze zabytkowym, należąca do parafii archikatedralnej św. Stanisława BM i św. Wacława w Krakowie. Jest jedną z kaplic publicznych bazyliki archikatedralnej św. Stanisława BM i św. Wacława w Krakowie na Wawelu. Znajduje się przy końcu północnego ramienia transeptu, pomiędzy sienią, prowadzącą do kapitularza (od zachodu), a kaplicą Lipskich (od wschodu). Kaplica stanowi mauzoleum biskupa krakowskiego Samuela Maciejowskiego.

## Historia
Obiekt został wybudowany w ok. 1550 r. przez egzekutorów testamentu biskupa Samuela Maciejowskiego na miejscu XIV-wiecznej kaplicy biskupa Floriana Mokrskiego w stylu renesansowym. Wtedy do portalu kaplicy wstawiono kratę, odlaną w warsztacie Hansa Vischera z Norymbergi. W 1552 r. powstał nagrobek fundatora, dłuta Jana Marii Padovano. W 1602 r. kardynał Bernard Maciejowski ufundował nową polichromię czaszy kopuły, ukazującą legendę Matki Bożej Śnieżnej oraz sceny z Roku Jubileuszowego. Kardynał został pochowany w kaplicy w 1608 r. obok swego wuja. Nowy ołtarz drewniany z obrazem, przedstawiającym Matkę Bożą Śnieżną, flankowanym po bokach dwoma złoconymi kolumnami wystawiono w 1635 r. sumptem kanonika Stanisława Garwaskiego. Tego samego roku kanonik Wojciech Serebryski na obraz sprawił srebrną sukienkę. Ponadto Garwaski dodał do kaplicy wiszącą srebrną lampę oliwną i zapisał legat na sobotnie śpiewane Msze Święte o Niepokalanym Poczęciu Najświętszej Maryi Panny. W 3. ćwierci XVIII w. ołtarz zamieniono na marmurowy, projektu Franciszka Placidiego. Obraz z poprzedniego ołtarza wkomponowano do nowego. W tym czasie oddano również renesansową kratę do kaplicy Tomickiego. W latach 1905 – 1908, z fundacji ks. Teofila Miodowicza dokonano restauracji według projektu Zygmunta Hendla. Wówczas Aleksander Borawski wykonał obecną dekorację malarską kopuły, a Sławomir Odrzywolski zaprojektował kratę, zamykającą kaplicę.

## Architektura
Obiekt założony został na rzucie kwadratu. Bryła kaplicy składa się z dolnej kondygnacji, kopuły i latarni, nakrytej kopułką. Latarnia posiada półkoliście zamknięte otwory okienne. Zarówno kopuła, jak i kopułka nakryte są miedzianą blachą. Całość wieńczy złocony krzyż łaciński. Wewnątrz wydzielono trzy pomieszczenia: właściwą część kaplicy, zakrystię oraz klatkę schodową. Do kaplicy wiedzie barokowy portal z marmuru dębnickiego. Półkolistą, oprofilowaną arkadę z wolutowym kluczem flankują pilastry, ustawione na cokołach. Trzony kolumn oraz przyłucza arkady inkrustowane są różowym marmurem paczółtowickim, natomiast na wolutowych kapitelach znajduje się ornament, przypominający liście akantu. Na pilastrach wspiera się przełamane belkowanie z przerywanym segmentowym przyczółkiem, zakończonym wolutami. Pośrodku umieszczona jest nasada z wkomponowanym herbem Ciołek, malowanym na elipsowatej blasze. Nasadę również wieńczy przełamane belkowanie z segmentowym przyczółkiem, zakończonym krzyżem łacińskim. W otworze wejściowym spoczywa brązowa krata z aniołami i Matką Bożą z Dzieciątkiem na tle Wawelu. Przy ścianie wschodniej umieszczony jest ołtarz, wykonany z marmuru dębnickiego. Spoczywające na mensie retabulum składa się z dwóch kolumn korynckich ze złoconymi kapitelami, flankujących obraz Matki Bożej Śnieżnej. Na kolumnach wspiera się przełamane belkowanie z przerywanym przyczółkiem, zamkniętym wolutami oraz wieńczącą całość profilowaną nasadą. Po bokach ołtarza znajdują się drzwi do zakrystii (po lewej) i na klatkę schodową (po prawej). Przy ścianie zachodniej umiejscowiony jest nagrobek bpa Samuela Maciejowskiego. Wykonany jest z piaskowca i czerwonego marmuru. Całość opiera się na cokole. W zamkniętej półkoliście niszy, przyozdobionej kwiatonami, znajduje się rzeźba, przedstawiająca biskupa w pozie sansowinowskiej, spoczywająca na sarkofagu. Niszę ujmują dwie żłobkowane kolumny, podtrzymujące belkowanie. Ponadto na ścianach umieszczono trzy epitafia: archidiakona Andrzeja Krajewskiego – z płaskorzeźbnym w alabastrze popiersiem zmarłego oraz herbem Leliwa, kanoników Walentego Kluczborskiego i Stanisława Dąbrowskiego – utworzone z dwóch tablic zwieńczonych kartuszami z herbami Ogończyk i Poraj oraz kanonika Jakuba Sarnowskiego – marmurowa, z napisem i herbem Jastrzębiec. Polichromia na czaszy kopuły przedstawia sceny z życia Marii i legendy o obrazie Matki Bożej Śnieżnej.